# 樫村大仁
樫村 大仁（かしむら ひろひと、1999年1月15日 - ）は、日本の男子バレーボール選手である。

## 来歴
茨城県日立市出身。12歳のときに父親の影響でバレーボールを始める。
茨城工業高等専門学校、慶應義塾大学を経て、2020-21シーズン、V1男子のサントリーサンバーズの内定選手となり、2021年、大学卒業後に入団した。
入団1年目となる2021年12月4日、リーグ戦の大分三好ヴァイセアドラー戦の第5セットに出場し、V1デビューを果たした。
入団2年目となる2022年、V2のヴォレアス北海道に期限付きで移籍した。チームの主力選手として活躍し、ヴォレアスのV1昇格に大きく貢献した。2022-23シーズン終了後、サントリーに復帰。
2023年、日本代表登録メンバーに選出された。日本代表としてアジア競技大会に出場した。同年、再びヴォレアスへのレンタル移籍となった。シーズン終了後、契約満了によりサントリーに復帰。

## 人物・エピソード
- 妹の樫村まどかもバレーボール選手で、自身がサントリーに入団した2021年にまどかもV1女子の東レアローズに入団した[11]。

## 球歴
- 日本代表（2023年）
  - アジア競技大会 - 2023年

## 所属チーム
- 茨城工業高等専門学校（2014-2017年）
- 慶應義塾大学（2017-2021年）
- サントリーサンバーズ/サントリーサンバーズ大阪（2021年-）
  - ヴォレアス北海道（2022-2024年）